# Дидарбекова, Наужан
Наужан Дидарбекова (1909 год, аул Кокозек, Аулиеатинский уезд, Сырдарьинская область, Российская империя — 1996 год) — колхозница, передовик сельскохозяйственного производства, звеньевая колхоза имени Агадила Сухамбаева, Герой Социалистического Труда (1948). Депутат Верховного Совета Казахской ССР 1 и 2 созывов.

## Биография
Родилась в 1907 году в ауле Кокозек (ныне — Байзакский район Жамбылской области, Казахстан).
В 1930 году вступила в колхоз «Кокозекте» Свердловского района Джамбулской области (позднее этот колхоз стал называться именем Героя Социалистического Труда Агадила Сухамбаева). В 1936 году была назначена звеньевой свекловодческого звена. На этой должности работала до 1959 года. В 1940 году вступила в ВКП(б).
В 1946 году свекловодческое звено под управлением Наужан Дидарбековой собрало с участка площадью 6 гектаров по 325 центнеров сахарной свеклы. В 1947 году было с участка площадью 6 гектаров собрано по 630 центнеров сахарной свеклы и по 600 центнеров сахарной свеклы с участка площадью 3 гектара. За этот доблестный труд была удостоена в 1948 году звания Героя Социалистического Труда.
Была избрана депутатом Верховного Совета Казахской ССР 1 и 2 созывов.
Последние годы жизни проживала в городе Тараз.
Скончалась в 1996 году.

## Награды
- Герой Социалистического Труда (1948);
- Орден Ленина (1948).